# Sinotaia aeruginosa
Sinotaia aeruginosa е вид охлюв от семейство Viviparidae. Видът не е застрашен от изчезване.

## Разпространение и местообитание
Разпространен е във Виетнам и Китай (Анхуей, Вътрешна Монголия, Гуандун, Гуанси, Гуейджоу, Джъдзян, Дзилин, Дзянси, Дзянсу, Ляонин, Нинся, Пекин, Съчуан, Тиендзин, Фудзиен, Хайнан, Хубей, Хунан, Хъбей, Хъйлундзян, Хънан, Чунцин, Шандун, Шанси, Шанхай, Шънси и Юннан).
Обитава сладководни басейни, реки, потоци и канали.